# 山崎至
山崎 至（やまざき いたる、1993年〈平成5年〉6月19日 - ）は、日本のモデル、実業家、ゴルフティーチングプロ。石川県出身。身長180cm。アドバンス社所属。

## 来歴・人物
石川県で、ゴルフ練習場を営んでいた祖父母の影響で5歳からゴルフを始める。
2021年、石川県能登産の珪藻土を練り込んだ糸で作った「珪藻土スーツ」を開発。
2021年、室内ゴルフ練習場「GOLF PRIME」を開業。
2023年、北陸初の定額制ゴルフラウンドサービス「Z-GOLF」を立ち上げる。
石川県内に3店舗を展開する室内ゴルフ練習場「GOLF PRIME」の代表を務める。

## 出演

### テレビドラマ
- 法医学教室の事件ファイル 第46作（2019年6月23日、テレビ朝日）- 石崎亘 役[7]
- 地獄のガールフレンド 第10話（2019年12月27日、FOD）
- ミナミの帝王ZERO 第1話（2019年4月25日、関西ローカル）

### バラエティ番組
痛快TVスカッとジャパン　第165回（2019年5月6日、フジテレビ）
- モテGOLF〜ゴルフ王子の挑戦〜（2018年1月3日 - ）（スカイA）[9]
- GOLF LIFE（スカイA）[10]
- 2時はどきどき5ch（北陸朝日放送）
- ギュッ!と石川 ゆうどきLive（北陸朝日放送）
- ふむふむ（北陸朝日放送）

### ラジオ
- 山崎至の至らない話（ラジオななお）[11]

### 雑誌
- GOLF TODAY (2017年）[12]
- Regina (2018年）[13]